# Erdei Barbara
Erdei Barbara, Szalkainé (Pécs, 1979. június 3. –) válogatott labdarúgó, középpályás.

## Pályafutása

### Klubcsapatban
1996-ig a Pécsi Fortuna labdarúgója volt. Innen került be a válogatott csapatba is. 1996-tól a Femina labdarúgója volt, ahol három bajnoki címet szerzett a csapattal.

### A válogatottban
17 alkalommal szerepelt a válogatottban. 

## Sikerei, díjai
- Magyar bajnokság
  - bajnok: 1996–97, 2000–01, 2001–02
  - 2.: 1999–00
  - 3.: 1994–95, 1996–97, 1997–98, 1998–99
- Magyar kupa
  - győztes: 1995, 1997
- Magyar szuperkupa
  - döntős: 1993, 1995

## Statisztika

### Mérkőzései a válogatottban
| Magyarország | Magyarország        | Magyarország            | Magyarország        | Magyarország | Magyarország  | Magyarország     | Magyarország | Magyarország |
| #            | Dátum               | Helyszín                | Hazai               | Eredmény     | Vendég        | Kiírás           | Gólok        | Esemény      |
| ------------ | ------------------- | ----------------------- | ------------------- | ------------ | ------------- | ---------------- | ------------ | ------------ |
| 1.           | 1996. június 16.    | Ungvár                  | Ukrajna             | 2 – 0        | Magyarország  | Eb-selejtező     | -            | 80'          |
| 2.           | 1996. augusztus 18. | Bécs                    | Ausztria            | 1 – 3        | Magyarország  | barátságos       | -            |              |
| 3.           | 1996. augusztus 25. | Szeged                  | Magyarország        | 1 – 2        | Bulgária      | Eb-selejtező     | -            | 38'          |
| 4.           | 1997. június 7.     | Bük                     | Magyarország        | 2 – 0        | Ausztria      | barátságos       | -            | 82'          |
| 5.           | 1997. augusztus 10. | Csákvár                 | Magyarország        | 0 – 4        | Ausztrália    | barátságos       | -            | becserélve   |
| 6.           | 1997. november 12.  | Câmpina                 | Románia             | 3 – 1        | Magyarország  | vb-selejtező     | -            | 72'          |
| 7.           | 1998. május 3.      | Hrasnica                | Bosznia-Hercegovina | 0 – 9        | Magyarország  | vb-selejtező     | -            | 57'          |
| 8.           | 1998. augusztus 15. | Bat Jam                 | Izrael              | 0 – 2        | Magyarország  | vb-selejtező     | -            | lecserélve   |
| 9.           | 1999. június 20.    | Tótkeresztúr            | Szlovénia           | 0 – 9        | Magyarország  | barátságos       | -            | 37'          |
| 010.         | ...                 |                         |                     |              |               |                  |              |              |
| 11.          | 2001. május 26.     | Tiszaújváros            | Magyarország        | 8 – 1        | Szlovénia     | nemzetközi torna | -            | 52'          |
| 12.          | 2001. május 27.     | Tiszaújváros            | Magyarország        | 0 – 0        | Lengyelország | nemzetközi torna | -            |              |
| 13.          | 2001. november 21.  | Isztambul               | Törökország         | 1 – 4        | Magyarország  | Eb-selejtező     | -            | 80'          |
| 14.          | 2002. március 27.   | Hévíz                   | Magyarország        | 7 – 1        | Szlovénia     | barátságos       | -            | 46'          |
| 15.          | 2002. április 13.   | Szarajevó               | Bosznia-Hercegovina | 0 – 11       | Magyarország  | Eb-selejtező     | -            | 73'          |
| 16.          | 2002. április 22.   | Minszk, Torpedo stadion | Fehéroroszország    | 2 – 4        | Magyarország  | Eb-selejtező     | -            | 89'          |
| 17.          | 2002. május 4.      | Győr                    | Magyarország        | 3 – 1        | Szlovákia     | Eb-selejtező     | -            | 72'          |
|              | Összesen            |                         |                     | 17           | mérkőzés      |                  | 0            | gól          |